# Marie-Rose Zingg
 (octobre 2021).
Motif : L'article, pour autant qu'il soit admissible, est à diviser en deux : l'historique de la pouponnière valaisanne n'a pas sa place sur la bio de sa directrice
Marie-Rose Zingg née à Bâle le 28 juin 1897, est une personnalité valaisanne, connue pour avoir créé et dirigé la pouponnière valaisanne de 1931 au 15 février 1975, date de son décès à Sion.

## Biographie
Marie-Rose Zingg perd sa mère à l'âge de 3 ans ; elle passe son enfance éloignée de son père qui travaille dans l'hôtellerie en France. En 1914, elle est envoyée à Montana en Suisse pour soigner une tuberculose naissante. Elle acquiert une formation professionnelle en Valais, après avoir suivi les cours de l'École supérieure de commerce des jeunes filles de la Ville de Sion. Elle devient dactylographe à la chambre valaisanne de commerce dès ses débuts ; elle occupe ce poste pendant 18 ans. Parallèlement à cette activité, elle fonde, la Société pour l'Enfance valaisanne dans le but de créer une pouponnière et d'organiser des manifestations enfantines à caractère de bienfaisance. La Pouponnière valaisanne ouvre ses portes officiellement le 15 octobre 1931 comme le relate la presse locale,. Marie-Rose Zingg dirige cette institution pendant plus de 40 ans. Elle quitte peu à peu ses fonctions à partir de 1971, tout en restant vice-présidente de la Société pour l'Enfance valaisanne. Atteinte dans sa santé, elle meurt à l'hôpital de Sion. L'association Radiokamerad annonce son décès par ses mots « Ich hatt' einen Kameraden ».
Elle est considérée comme la pionnière de la politique de la petite enfance en Valais.

## La Pouponnière valaisanne
Sous la dénomination Pouponnière valaisanne, sont réunies quatre structures d'accueil destinées aux mères et à leurs enfants.

### La pouponnière dès 1931
Touchée par le nombre d'enfants abandonnés ou négligés qu'elle croise quotidiennement, Marie-Rose Zingg désire leur venir en aide. Elle crée la pouponnière valaisanne, lieu destiné à accueillir les enfants orphelins, illégitimes ou nécessiteux. Moins d'une année après l'ouverture de cette institution, une cinquantaine d'enfants ont été accueillis ; parmi eux, on compte « 3 orphelins de mère, 6 enfants dont les parents ont divorcé, 3 enfants nécessitant des soins spéciaux, 1 enfant de parents indignes, 14 enfants de parents au chômage ou travaillant les deux, 9 dont la mère est malade, 11 illégitimes et 3 en danger de tuberculose ». La pouponnière accueille des enfants abandonnés ou orphelins pour lesquels elle cherche des familles adoptives. Mme Zingg place de nombreux enfants dans des familles qui les adoptent jusqu'au début des années 1970 ; elle-même adopte deux enfants.
Obligée de quitter les locaux du chalet Pagane, construit par la Société pour l'enfance valaisanne, la pouponnière trouve difficilement à se loger ; elle déménage à de nombreuses reprises ( à la villa Gessler en 1935, à la clinique Germanier en 1936, à la pension du Wildhorn à Arbaz en 1939,). En 1946, après le départ du Valais de la communauté des Jésuites, la pouponnière emménage dans l'ancien hôpital de Sion où elle demeure jusqu'en 2008. Le bâtiment a souffert du tremblement de terre de janvier 1945, il nécessite des travaux que le comité de la Société pour l'Enfance valaisanne réalise avec Marie-Rose Zingg. Les autorités de la ville de Sion encaissent les frais de chauffage, d'eau et d'électricité pour la somme 12 000 francs par année.
À la difficulté de trouver un logement pour la pouponnière s'ajoute la pauvreté récurrente de cette institution. L’État ne soutient pas cette œuvre qui survit grâce aux dons de bienfaiteurs et de bienfaitrices privées. La directrice est donc toujours à la recherche d'aides financières ou en nature qui lui permettent de poursuivre sa mission. En 1944, le journal Die Nation publie un article de Peter Surava, illustré par les photos de Paul Senn, consacré à l'aide que Marie-Rose Zingg apporte aux enfants nécessiteux à la pouponnière valaisanne. Cet article évite la faillite à la pouponnière et lui permet de bénéficier de dons en provenance de toute la Suisse. Pourtant, certains politiciens poursuivent Marie-Rose Zingg de leur vindicte l'accusant de vouloir nuire à l'image du Valais. Dans un article, que Corinna Bille consacre à la pouponnière en 1945, figure encore la recherche de dons en espèces et en nature pour permettre à l'institution de continuer son œuvre d'amour.  
Au début des années 1950, la Pouponnière valaisanne prend en charge les enfants de leur naissance à l'entrée à l'école : orphelins, illégitimes, de parents séparés ou de parents qui travaillent. Elle devient la première garderie de la ville de Sion ; elle répond aux nouveaux besoins sociaux qui voient de plus en plus de mères devenir salariées. Elle ouvre ses portes à des enfants qui viennent de toutes les parties du canton, de la Suisse entière ou même de l'étranger. Avec les années 1970, les parents attendent que les enfants puissent être accueillis dès leur plus tendre enfance ; la pouponnière ouvre une crèche qui propose des services de 7h30 à 18h30 tous les jours même le dimanche. La mission actuelle de la pouponnière est semblable à celle de toutes les crèches valaisannes ; elle est soumise à la loi en faveur de la jeunesse mise en œuvre en l'an 2000; elle accueille 128 enfants par jour de 6h30 à 18h30 et appartient à l'association sédunoise des lieux d'accueil de l'enfance (ASLAE). 

### L'école de nurses de 1932 à 2004
Consciente de l'importance  de disposer de personnel qualifié rattaché directement à l'institution, Mme Zingg crée, en 1932, une école de nurses. Elle se veut complémentaire à l'école de nurses de la Providence de Sierre, ouverte par Sœur Claire la même année. Toutefois, après quelques difficultés de départ, l'école de Sion permet à de nombreuses jeunes filles d'obtenir la formation professionnelle de nurse axée sur la puériculture comprenant les soins et la garde des enfants. Les cours théoriques d'anatomie et de physiologie sont donnés par le Dr Adolphe Sierro. Les cours pratiques sont assumés par des enseignantes laïques et par des infirmières ; ils comprennent les soins aux nouveau-nés, la préparation des repas, la confection de la layette. Bien qu'une enquête sanitaire ait montré que le Valais formait trop de nurses par rapport à ses besoins, l'école de la pouponnière de Sion, dépourvue de moyens financiers suffisants, ne ferme ses portes qu'en 2004, bien après l'école de nurses de La Providence à Sierre.

### La maternité de 1946 à 1973
En 1946, grâce au soutien du Dr Sierro, médecin-répondant de la pouponnière, Mme Zingg est autorisée à ouvrir une petite maternité dans les locaux de la pouponnière. Elle peut recevoir 10 à 12 parturientes. Après quelques semaines, on compte 26 naissances. Contrairement à la pratique hospitalière, les parturientes peuvent prendre avec elles leurs enfants plus âgés qui sont accueillis à la pouponnière, le temps de la naissance et de la convalescence de leur mère. Le nombre d'accouchées augmente régulièrement et c'est la 4 000e naissance qui est fêtée à la pouponnière en avril 1966.

### L'Œuvre Sainte-Elisabeth de 1947 à 1991
Les nombreux cas de mères célibataires font prendre conscience à Marie-Rose Zingg de l'importance qu'il y a à secourir les mères en détresse. L'Œuvre Sainte-Élisabeth offre un refuge aux jeunes femmes enceintes, abandonnées par leur séducteur et rejetées par leur famille. Elles trouvent un abri à la pouponnière et en retour, elles participent aux travaux quotidiens de la pouponnière. Marie-Rose Zingg  veut empêcher le désespoir qui peut conduire à l'avortement. Avec la démocratisation des méthodes contraceptives, le nombre de mères célibataires décroît mais, le refuge Sainte-Elisabeth continue de recevoir des futures mères qui sont placées par l'association «Oui à la vie».

## Hommage
Un film intitulé "Ils vivront heureux" a été tourné à la Pouponnière par Hervé Surènes, en collaboration avec Rémy Moret et André Surval. Il montre le dévouement des nurses et celui de la fondatrice Mme Zingg. 
Une exposition de photos qui retrace les 80 ans de la pouponnière valaisanne et qui rend hommage à Mme Zingg, la première directrice, est inaugurée en avril 2009 à Sion. 
En 2021, le portrait de Marie-Rose Zingg est sélectionné pour figurer parmi les huit portraits de Valaisannes publiés sur le site web Hommages 2021 à l'occasion de la commémoration des 50 ans du suffrage féminin en Suisse. 